# 電子状態
電子状態（でんしじょうたい）または電子構造（でんしこうぞう）とは、物質（原子、分子なども含む）における電子の状態のこと。
「電子状態」「電子構造」に相当する英語としては、"electronic structure"、"electronic state(s)"、"electronic property" などがある。
電子状態間の遷移を電子遷移（でんしせんい）という。

## 概説
電子の状態を表す形式が様々考えられている。
具体的な電子の状態として、電荷密度（電荷分布）、バンド構造（あるいは電子の準位）、磁気構造（あるいは電子のスピンの状態）、フェルミ面、状態密度、原子間の結合の状態（電荷分布と関係）などが挙げられる。これら以外にも電子状態を示す様式は、数多く存在する。
「電子状態」と「電子構造」は通常は同義と考えてよいが、場合によってその意味合いが微妙に異なることがある。

## 電子遷移
電子状態の間の遷移を電子遷移という。

### 光吸収による遷移（光学遷移）
分子が電磁波を吸収すると内部エネルギーが増大する。このエネルギーの増加は光量子のエネルギー {\displaystyle \Delta E} に等しく、次の関係で示される。
{\displaystyle \Delta E=h\nu =hc/\lambda }
ここで h はプランク定数、{\displaystyle \nu } は電磁波の振動数、{\displaystyle \lambda }は電磁波の波長、c は光速度である。
分子は電磁波を吸収したことによって電子状態に変化が生じる。具体的には電子エネルギー、振動エネルギー、回転エネルギーに変化を起こす。最もエネルギーの低い電子状態は基底状態と呼ばれ、それより高い電子状態は励起状態と呼ばれる。基底状態、励起状態にはいくつかの振動準位があり、各振動準位にもいくつかの回転準位がある。多くの分子で遠赤外、マイクロ波のようなエネルギーが低い電磁波を吸収したとすると回転状態のみに変化が生じ、中・近赤外程度であれば振動、回転状態に変化が生じる、可視光線および紫外線の場合には電子、振動、回転状態に変化が生じることになる。

### 光吸収の理論
遷移確率はフェルミの黄金律で表される。始状態は光子数nkv で電子系が状態i である状態{\displaystyle |i,n_{kv}\rangle }、そして終状態は光子数nkv - 1 で電子系が状態f である状態{\displaystyle |f,n_{kv}-1\rangle }である。
{\displaystyle W_{\mathrm {abs} }={\frac {2\pi }{\hbar }}|\langle f,n_{kv}-1|{\hat {H}}'|i,n_{kv}\rangle |^{2}\delta (E_{f}-E_{i})}
光吸収は、電子と光の相互作用によって起こる。
{\displaystyle {\hat {H}}'=-{\frac {e}{2m_{e}}}\sum _{{\boldsymbol {k}},\nu =1,2}{\sqrt {\frac {2\pi \hbar }{\omega ({\boldsymbol {k}})V}}}({\hat {a}}_{{\boldsymbol {k}}\nu }+{\hat {a}}_{-{\boldsymbol {k}}\nu }^{\dagger })\{{\boldsymbol {p}}\cdot {\boldsymbol {\varepsilon }}_{\nu }({\boldsymbol {k}})e^{i{\boldsymbol {k\cdot r}}}+e^{i{\boldsymbol {k\cdot r}}}{\boldsymbol {\varepsilon }}_{\nu }({\boldsymbol {k}})\cdot {\boldsymbol {p}}\}}
これをフェルミの黄金律に代入することで次を得る。
{\displaystyle W_{\mathrm {abs} }={\frac {e^{2}}{m^{2}c^{2}}}{\frac {\omega ({\boldsymbol {k}})n_{kv}}{2\pi \hbar c}}|\langle f|e^{-i{\boldsymbol {k\cdot r}}}{\boldsymbol {\varepsilon }}_{\nu }({\boldsymbol {k}})\cdot {\boldsymbol {p}}|i\rangle |^{2}}
ここで光の波長は電子系の大きさよりもずっと大きいとして、{\displaystyle e^{\pm ikr}\simeq 1}と近似する（双極子近似）。すると双極子モーメント{\displaystyle {\boldsymbol {P}}=-e{\boldsymbol {r}}}を用いて次のように書き換えられる。
{\displaystyle W_{\mathrm {abs} }={\frac {\omega ({\boldsymbol {k}})^{3}n_{kv}}{2\pi \hbar c^{3}}}|{\boldsymbol {\varepsilon }}_{\nu }({\boldsymbol {k}})\cdot \langle f|{\boldsymbol {P}}|i\rangle |^{2}}
よって光吸収における遷移確率は、遷移双極子モーメント{\displaystyle \langle f|{\boldsymbol {P}}|i\rangle }の二乗に比例する。すなわち遷移がおこるためには入射光の偏りがベクトル{\displaystyle {\boldsymbol {P}}}の方向に成分を持つことが必要である。{\displaystyle \langle f|{\boldsymbol {P}}|i\rangle }が有限の値を持つ場合は許容遷移と呼ばれ、0の場合は禁制遷移と呼ばれ、遷移についての選択律が存在する。

## 電子状態遷移の選択律
分子の電子状態が光学遷移を起こすためには以下のような選択律が存在する。選択律に従って起こる遷移は許容遷移とよばれ、ルールに従っていない遷移は禁制遷移とよばれる。しかし、禁制遷移であっても分子内、分子間の摂動により遷移がおこることがある。
- 軌道に関する選択律（ラポルテの選択律）
  - 一つの光子を吸収する遷移においてはパリティ（偶奇性）の変化を伴う（ g - u は許容、g - g および u - u は禁制）
- スピンに関する選択律
  - スピン多重度Sは変化しない（スピン選択律）
- 状態の対称性に由来する選択律

## 電子遷移の種類

### 1つの原子・イオン内での遷移
- 電子軌道間の遷移[1]
  - s-p遷移
    - 1s-2p遷移 — F中心などで見られる。
    - ns2-ns1np1遷移 — Tl+形イオン(Ga+, In+, Tl+, Ge2+, Sn2+, Pb2+, Sb3+, Bi3+, Cu-, Ag-, Au-など)で見られる。

  - d-s遷移
    - 3d10-3d94s遷移 - Ag+, Cu+, Au+で見られる。

  - d-d遷移 - 遷移金属イオンで見られる。
  - f-f遷移 - 希土類およびアクチニドイオンで見られる。
  - f-d遷移 - Ce3+, Sm2+, Eu2+, Tm2+, Yb2+, Pr3+(吸収のみ), Tb3+(吸収のみ)で見られる。

### 原子間での遷移
- 電荷移動遷移（CT遷移） — 原子間の電子の移動を伴う遷移。主に錯体化学で取り扱われる。

### 1つの分子内での遷移
- π*軌道への遷移 — π*軌道の励起状態が存在する分子は、近赤外、可視光から近紫外光領域にかけて遷移を持つ事から、古くから紫外・可視・近赤外分光法 (UV-Vis-NIR) により観測がなされてきた。
  - π-π*遷移 — 二重結合のπ電子に由来する遷移。アルケンなどで見られ、孤立したC=C結合は190ナノメートル付近に吸収を示すが、共役が伸張すれば、より波長の長い（エネルギーの低い）光でも遷移を起こす。
  - n-π*遷移 — カルボニル基などの孤立電子対に由来する遷移。ケトンなどで見られ、300ナノメートル付近に吸収を示す。禁制遷移であるため一般に吸光度は小さい。
- σ*軌道への遷移 — π*軌道への遷移と同様だが、σ*軌道は一般にエネルギー準位が高いため遷移により高いエネルギーを必要とし、吸収するのは主に紫外光である。
  - σ-σ*遷移 — C−C結合やC−H結合に見られる。吸収するのは約150ナノメートルの光である。
  - n-σ*遷移 — エーテル、アミン、チオエーテルなどで見られる、孤立電子対のσ*軌道への遷移。190ナノメートル程度の光を吸収して遷移を起こす。

### バンド間での遷移
- バンド間遷移 — 固体においてバンド理論により記述される遷移。